# Бічна клиноподібна кістка
Бічна клиноподібна кістка, також латеральна клиноподібна кістка (лат. os cuneiforme laterale) — кістка заплесна, одна з клиноподібних кісток, яка розташована між човноподібною і плесними кістками, з якою вона з'єднується. Латеральна бічна кістка з'єднана з шістьма кістками: човноподібною, проміжною клиноподібною, кубоподібною і кістками плюсневих кісток II, III і IV.